# 아슈토쉬 고와리커

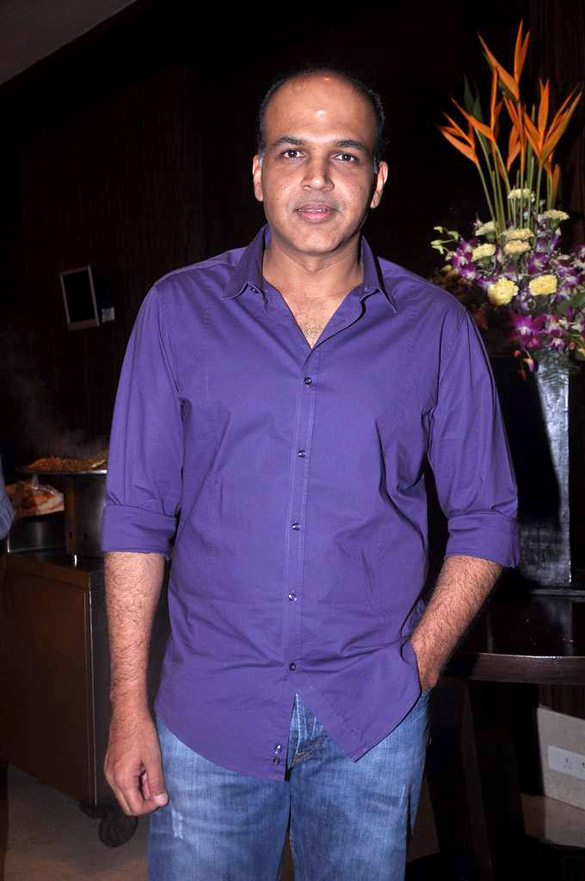

아슈토쉬 고와리커(Ashutosh Gowariker, 1964년 2월 15일 ~ )는 인도의 영화 감독, 영화 프로듀서, 각본가, 영화배우, 텔레비전 배우이다.
뭄바이에서 태어났다.

## 영화
- 벤틸레이터 (2016년)
- 모헨조 다로 (2016년)
- 조다 악바르 (2008년)
- 스와데스 (2004년)
- 라가안 (2001년)
- 때론 그렇고 때론 아니야 (1993년)